# فرانسیکو ناوارو فوستر
فرانسیکو ناوارو فوستر (اسپانیایی: Francisco Navarro Fuster‎؛ زادهٔ ۲۰ دسامبر ۱۹۶۲) دوچرخه‌سوار اهل اسپانیا است. وی در مسابقات تور دو فرانس شرکت کرده است.